# Arrampicata sportiva ai Giochi della XXXIII Olimpiade - Boulder e Lead femminile
Le gare di boulder e lead femminile ai Giochi della XXXIII Olimpiade si sono svolte nel comune di Le Bourget presso il Bourget Sport Climbing dal 6 al 10 agosto 2024.
La competizione è stata vinta dalla slovena Janja Garnbret, mentre la statunitense Brooke Raboutou e l'austriaca Jessica Pilz sono stati premiati rispettivamente con la medaglia d'argento e di bronzo.

## Programma
| Data           | Ora (UTC+2) | Evento               |
| -------------- | ----------- | -------------------- |
| 6 agosto 2024  | 10:00       | Semifinale - Boulder |
| 8 agosto 2024  | 10:00       | Semifinale - Lead    |
| 10 agosto 2024 | 10:15       | Finale - Boulder     |
| 10 agosto 2024 | 12:35       | Finale - Lead        |

## Risultati

### Semifinale del Boulder
Fonte:
| Pos. | Atleta               | Nazione       | Boulder | Boulder | Boulder | Boulder | Totale |
| Pos. | Atleta               | Nazione       | 1       | 2       | 3       | 4       | Totale |
| ---- | -------------------- | ------------- | ------- | ------- | ------- | ------- | ------ |
| 1    | Janja Garnbret       | Slovenia      | 25.0    | 25.0    | 24.9    | 24.7    | 99.6   |
| 2    | Oriane Bertone       | Francia       | 24.9    | 24.9    | 25.0    | 9.7     | 84.5   |
| 3    | Brooke Raboutou      | Stati Uniti   | 24.4    | 24.9    | 9.8     | 24.6    | 83.7   |
| 4    | Oceana Mackenzie     | Australia     | 25.0    | 24.9    | 24.8    | 4.9     | 79.6   |
| 5    | Natalia Grossman     | Stati Uniti   | 9.8     | 25.0    | 9.8     | 24.6    | 69.2   |
| 6    | Jessica Pilz         | Austria       | 9.8     | 10.0    | 24.5    | 24.5    | 68.8   |
| 7    | Miho Nonaka          | Giappone      | 24.8    | 24.6    | 10.0    | 5.0     | 64.4   |
| 8    | Camilla Moroni       | Italia        | 5.0     | 24.5    | 10.0    | 24.5    | 64.0   |
| 9    | Luo Zhilu            | Cina          | 4.8     | 24.9    | 9.4     | 24.5    | 63.6   |
| 10   | Erin McNeice         | Gran Bretagna | 5.0     | 24.7    | 24.9    | 5.0     | 59.6   |
| 11   | Ai Mori              | Giappone      | 0.0     | 24.6    | 4.7     | 24.7    | 54.0   |
| 12   | Zélia Avezou         | Francia       | 4.7     | 24.7    | 10.0    | 9.9     | 49.3   |
| 13   | Seo Chae-hyun        | Corea del Sud | 5.0     | 24.8    | 9.7     | 4.7     | 44.2   |
| 14   | Jenya Kazbekova      | Ucraina       | 4.9     | 24.8    | 5.0     | 4.8     | 39.5   |
| 15   | Zhang Yuetong        | Cina          | 4.8     | 10.0    | 10.0    | 4.9     | 29.7   |
| 16   | Lucia Dörffel        | Germania      | 5.0     | 9.7     | 9.8     | 4.7     | 29.2   |
| 17   | Mia Krampl           | Slovenia      | 4.6     | 9.9     | 9.7     | 4.2     | 28.4   |
| 18   | Laura Rogora         | Italia        | 0.0     | 4.4     | 5.0     | 3.8     | 13.2   |
| 19   | Molly Thompson-Smith | Gran Bretagna | 0.0     | 4.8     | 5.0     | 0.0     | 9.8    |
| 20   | Lauren Mukheibir     | Sudafrica     | 0.0     | 0.0     | 0.0     | 0.0     | 0.0    |

### Semifinale del Lead
Fonte:
| Rank | Athlete              | Nazione       | Punti |
| ---- | -------------------- | ------------- | ----- |
| 1    | Janja Garnbret       | Slovenia      | 96.1  |
| 1    | Ai Mori              | Giappone      | 96.1  |
| 3    | Jessica Pilz         | Austria       | 88.1  |
| 4    | Brooke Raboutou      | Stati Uniti   | 72.1  |
| 4    | Seo Chae-hyun        | Corea del Sud | 72.1  |
| 6    | Zhang Yuetong        | Cina          | 68.0  |
| 7    | Erin McNeice         | Gran Bretagna | 64.1  |
| 8    | Laura Rogora         | Italia        | 57.1  |
| 9    | Molly Thompson-Smith | Gran Bretagna | 57.0  |
| 10   | Miho Nonaka          | Giappone      | 51.1  |
| 10   | Lucia Dörffel        | Germania      | 51.1  |
| 10   | Mia Krampl           | Slovenia      | 51.1  |
| 13   | Luo Zhilu            | Cina          | 48.1  |
| 14   | Oriane Bertone       | Francia       | 45.1  |
| 14   | Oceana Mackenzie     | Australia     | 45.1  |
| 14   | Zélia Avezou         | Francia       | 45.1  |
| 14   | Jenya Kazbekova      | Ucraina       | 45.1  |
| 18   | Natalia Grossman     | Stati Uniti   | 39.1  |
| 19   | Camilla Moroni       | Italia        | 36.1  |
| 20   | Lauren Mukheibir     | Sudafrica     | 4.1   |

### Classifica complessiva semifinale
A seguito della semifinale del boulder e del lead, i punteggi ottenuti da ogni atleta sono stati sommati e combinati in un unico punteggio complessivo. I migliori otto si sono qualificati per la finale.
| Pos. | Atleta               | Nazionalità   | Boulder | Boulder | Boulder | Boulder | Boulder | Lead | Tot.  | Note |
| Pos. | Atleta               | Nazionalità   | 1       | 2       | 3       | 4       | P       | P    | Tot.  | Note |
| ---- | -------------------- | ------------- | ------- | ------- | ------- | ------- | ------- | ---- | ----- | ---- |
| 1    | Janja Garnbret       | Slovenia      | 25.0    | 25.0    | 24.9    | 24.7    | 99.6    | 96.1 | 195.7 | Q    |
| 2    | Jessica Pilz         | Austria       | 9.8     | 10.0    | 24.5    | 24.5    | 68.8    | 88.1 | 156.9 | Q    |
| 3    | Brooke Raboutou      | Stati Uniti   | 24.4    | 24.9    | 9.8     | 24.6    | 83.7    | 72.1 | 155.8 | Q    |
| 4    | Ai Mori              | Giappone      | 0.0     | 24.6    | 4.7     | 24.7    | 54.0    | 96.1 | 150.1 | Q    |
| 5    | Oriane Bertone       | Francia       | 24.9    | 24.9    | 25.0    | 9.7     | 84.5    | 45.1 | 129.6 | Q    |
| 6    | Oceana Mackenzie     | Australia     | 25.0    | 24.9    | 24.8    | 4.9     | 79.6    | 45.1 | 124.7 | Q    |
| 7    | Erin McNeice         | Gran Bretagna | 5.0     | 24.7    | 24.9    | 5.0     | 59.6    | 64.1 | 123.7 | Q    |
| 8    | Seo Chae-hyun        | Corea del Sud | 5.0     | 24.8    | 9.7     | 4.7     | 44.2    | 72.1 | 116.3 | Q    |
| 9    | Miho Nonaka          | Giappone      | 24.8    | 24.6    | 10.0    | 5.0     | 64.4    | 51.1 | 115.5 |      |
| 10   | Luo Zhilu            | Cina          | 4.8     | 24.9    | 9.4     | 24.5    | 63.6    | 48.1 | 111.7 |      |
| 11   | Natalia Grossman     | Stati Uniti   | 9.8     | 25.0    | 9.8     | 24.6    | 69.2    | 39.1 | 108.3 |      |
| 12   | Camilla Moroni       | Italia        | 5.0     | 24.5    | 10.0    | 24.5    | 64.0    | 36.1 | 100.1 |      |
| 13   | Zhang Yuetong        | Cina          | 4.8     | 10.0    | 10.0    | 4.9     | 29.7    | 68.0 | 97.7  |      |
| 14   | Zélia Avezou         | Francia       | 4.7     | 24.7    | 10.0    | 9.9     | 49.3    | 45.1 | 94.4  |      |
| 15   | Jenya Kazbekova      | Ucraina       | 4.9     | 24.8    | 5.0     | 4.8     | 39.5    | 45.1 | 84.6  |      |
| 16   | Lucia Dörffel        | Germania      | 5.0     | 9.7     | 9.8     | 4.7     | 29.2    | 51.1 | 80.3  |      |
| 17   | Mia Krampl           | Slovenia      | 4.6     | 9.9     | 9.7     | 4.2     | 28.4    | 51.1 | 79.5  |      |
| 18   | Laura Rogora         | Italia        | 0.0     | 4.4     | 5.0     | 3.8     | 13.2    | 57.1 | 70.3  |      |
| 19   | Molly Thompson-Smith | Gran Bretagna | 0.0     | 4.8     | 5.0     | 0.0     | 9.8     | 57.0 | 66.8  |      |
| 20   | Lauren Mukheibir     | Sudafrica     | 0.0     | 0.0     | 0.0     | 0.0     | 0.0     | 4.1  | 4.1   |      |

### Finale
Fonte:
| Pos.    | Atleta           | Nazionalità   | Boulder | Boulder | Boulder | Boulder | Boulder | Lead | Tot   |
| Pos.    | Atleta           | Nazionalità   | 1       | 2       | 3       | 4       | P       | P    | Tot   |
| ------- | ---------------- | ------------- | ------- | ------- | ------- | ------- | ------- | ---- | ----- |
| Oro     | Janja Garnbret   | Slovenia      | 25.0    | 24.8    | 25.0    | 9.6     | 84.4    | 84.1 | 168.5 |
| Argento | Brooke Raboutou  | Stati Uniti   | 24.7    | 24.8    | 24.9    | 9.6     | 84.0    | 72.0 | 156.0 |
| Bronzo  | Jessica Pilz     | Austria       | 24.9    | 24.6    | 5.0     | 4.8     | 59.3    | 88.1 | 147.4 |
| 4       | Ai Mori          | Giappone      | 0.0     | 9.7     | 24.8    | 4.5     | 39.0    | 96.1 | 135.1 |
| 5       | Erin McNeice     | Gran Bretagna | 24.9    | 25.0    | 0.0     | 9.6     | 59.5    | 68.1 | 127.6 |
| 6       | Seo Chae-hyun    | Corea del Sud | 9.5     | 4.8     | 4.8     | 9.8     | 28.9    | 76.1 | 105.0 |
| 7       | Oceana Mackenzie | Australia     | 25.0    | 24.8    | 4.9     | 5.0     | 59.7    | 45.1 | 104.8 |
| 8       | Oriane Bertone   | Francia       | 25.0    | 24.9    | 0.0     | 9.6     | 59.5    | 45.0 | 104.5 |